# Сичевський Василь Павлович
Василь Павлович Сичевський (*31 грудня 1923, Фастів, Київська область, УРСР, СРСР — 5 квітня 2013, Україна) — український письменник, поет, режисер і драматург. Заслужений працівник культури УРСР.

## Біографічні відомості
Закінчив Київський інститут театрального мистецтва. Обіймав посади: заступника редактора газети «Радянська культура», редактора журналу «Новини кіноекрану», режисера, директора Української студії хронікально-документальних фільмів та ін.
Заслужений працівник культури УРСР, член трьох творчих спілок: письменників, кінематографістів, театральних діячів.

## Літературна творчість
Повісті: «Чаклунка Синього виру» (1962), «Вернись, Ружено» (1965); романи «Чорний лабіринт» (1963), «У кожного своє пекло», «Підірваний рай»; п'єси: «Гордіїв вузол», «Не зрадь себе», «Чаклунка Синього виру», «Земні тривоги».
За його творами зняті кінофільми: «Ніч перед світанком» (1971), «Спокута чужих гріхів» (1978), «Платон мені друг» (1980), «Украдене щастя» (1984).